# Ernst Otto Beckmann
Ernst Otto Beckmann (ur. 4 lipca 1853 w Solingen, zm. 13 lipca 1923 w Berlinie) – niemiecki chemik. Zajmował się kriometrią i ebuliometrią. Skonstruował termometr Beckmanna.
Studiował na Uniwersytecie w Lipsku uzyskując doktorat w 1877 pod kierunkiem Hermanna Kolbego. Następnie podjął pracę jako asystent u toksykologa Roberta Otto na Uniwersytecie Technicznym w Brunszwiku, gdzie habilitował się w 1882 roku. W 1883 powrócił do Lipska, w 1891 otrzymał profesurę nadzwyczajną chemii fizycznej w Gießen, rok wcześniej został członkiem Leopoldiny. Jesienią 1897 w Lipsku utworzono dla niego "Laboratorium Chemii Stosowanej"; początkowo odrzucił dalsze nominacje do Monachium i Berlina. Dopiero gdy jego długo pielęgnowany plan założenia instytutu chemicznego został zrealizowany poprzez założenie Instytutu Chemicznego Cesarza Wilhelma w Berlinie-Dahlem, którego dyrektorem został mianowany na Wielkanoc 1912 opuścił Lipsk i został jednocześnie mianowany profesorem zwyczajnym Uniwersytetu Berlińskiego. Badania naukowe prowadzone w nowym instytucie wspólnie z młodszymi kolegami zostały nagle przerwane po dwóch i pół roku przez wybuch I wojny światowej i skierowane na cele praktyczne związane z wojną. Przeszedł na emeryturę jesienią 1921 roku.
Prowadził badania nad oksymami. W 1886 roku odkrył przegrupowanie ketoksymów w amidy, nazwane później przegrupowaniem Beckmanna.